# Icaño
Icaño est une localité argentine située dans la province de Catamarca et dans le département de La Paz.

## Sismologie
La sismicité de la province de Catamarca est fréquente et de faible intensité, avec une fréquence sismique moyenne à importante tous les 30 ans dans des zones aléatoires. Ses dernières expressions ont eu lieu :
- 21 mars 1892, à 1 h 45 UTC-3 : avec 6 sur l'échelle de Richter ; comme dans chaque localité sismique, même avec un court silence sismique, l'histoire des autres mouvements sismiques régionaux est oubliée ;
- 21 octobre 1966, à 12 h 39 UTC-3 : avec 5 sur l'échelle de Richter ;
- 3 novembre 1973, à 14 h 17 UTC-3 : avec 5,8 sur l'échelle de Richter : à la gravité physique du phénomène s'ajoute l'oubli de la population face à ces événements récurrents ;
- 7 septembre 2004, à 8 h 53 UTC-3 : avec une magnitude d'environ 6,5 sur l'échelle sismologique de Richter[1].